# Zhang Ren

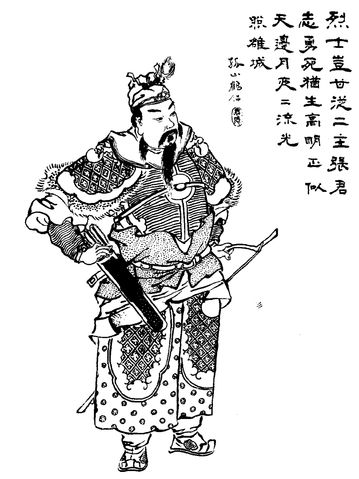
Zhang Ren, Darstellung aus der Qing-Dynastie

Zhang Ren (chinesisch 張任 / 张任, Pinyin Zhāng Rèn; † 213 in Chengdu) war ein Offizier des chinesischen Warlords Liu Zhang zur Zeit der Drei Reiche.
Zhang stammte aus einer armen Familie und trat in die Armee des Kriegsherren Liu Zhang ein, der die Provinz Yi (益州) beherrschte. Er galt als ehrgeizig und mutig. Er gehörte zu den Offizieren, die Liu Zhang gegen Liu Bei ins Feld schickte, als sich dieser gegen Liu Zhang stellte und in Zhangs Heimatregion Shu (heutiges Chengdu) einfiel. Die Truppen Zhangs wurden jedoch geschlagen.
Im Jahre 212 verteidigte Zhang die Stadt Luo (雒城, im heutigen Guanghan) vor den Truppen Lius. Im Zuge der Gefechte geriet Zhang im Jahre 213 in Gefangenschaft und wurde vor Liu Bei gebracht, der ihm eine Position in seiner Armee anbot. In der Geschichte der Drei Reiche erwidert Zhang Ren: „Ein treuer Offizier kann nicht zwei Herren dienen. Ich lehne ab.“ Liu Bei ließ ihn hinrichten.